# Mullaghmore (comté de Sligo)
Pour les articles homonymes, voir Mullaghmore.
Mullaghmore (en irlandais : An Mullach Mór),  (nom de lieu irlandais : An Mullach Mór, le grand sommet) est un village côtier de la péninsule de Mullaghmore, dans le Comté de Sligo, en Irlande.
C'est une destination de vacances reconnue, caractérisée par une vue sur l'océan et par une ligne d'horizon dominée par la forme monolithique de la montagne  Ben Bulben. La péninsule se trouve dans la baronnie de  Carbury et dans la paroisse de Ahamlish.
Lieu de vacances de Louis Mountbatten, dans son château de Classiebawn, ce dernier y trouve la mort dans l’explosion de son bateau Shadow V, le 27 août 1979 lors d'un attentat de l'IRA provisoire.

## Histoire

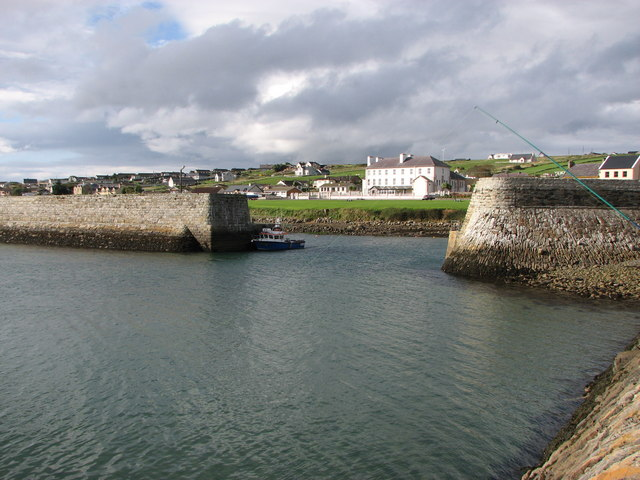
Entrée du port.

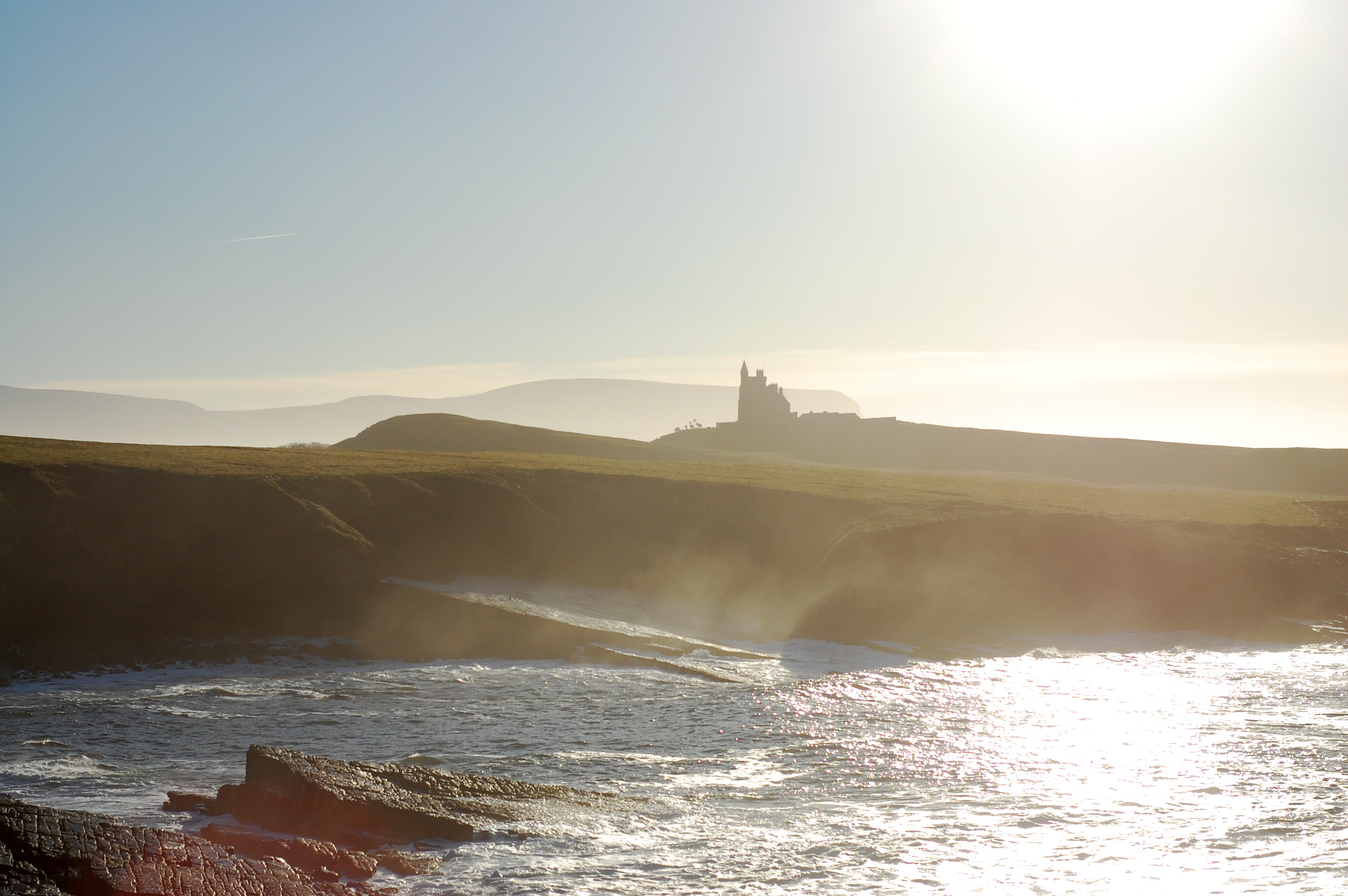
Classiebawn castle.

Du XVIIe au XIXe siècle, la localité faisait partie du grand domaine appartenant à la famille Temple, au nord de Sligo. La terre, environ 12 000 acres, a été accordée à Sir John Temple, Henry Temple (1er vicomte Palmerston) et Master of the Rolls à Dublin. Le 3e vicomte, Temple Henry John, 3e vicomte Palmerston, mieux connu sous le nom de Lord Palmerston, a commencé la construction du château de  Classiebawn, une maison de style baronnial sur la péninsule. Il a également construit le port aux murs de pierre du village, conçu par l'ingénieur de la marine Alexander Nimmo, entre 1822 et 1841.
Les Temple ont été, pour la plupart, des propriétaires absents, la gestion étant assurée initialement par des intermédiaires, puis par des agents fonciers tels que Stewart et Kincaid, une société de Dublin ayant des bureaux à Sligo. Ces agents, dans leurs efforts pour rentabiliser les domaines, ont supervisé l'« émigration assistée » qui s’est déroulée sur le domaine des Palmerston et celui voisin de Gore Booth (Lissadell). L'émigration a commencé avant la famine et a duré au moins jusqu’aux années 1860.
Ainsi, en mai 1862, un journal de Sligo signalait : « Selon une coutume établie depuis quelques années, une soixantaine de personnes ont été sélectionnées pour émigrer de la paroisse d'Ahamlish […] dont le prix des traversées et la tenue ont été fournis par sa seigneurie. Elles sont composées de vingt-quatre jeunes filles et de vingt jeunes hommes […] et de familles totalement incapables de subvenir à leurs besoins […] qui avaient demandé la faveur d'être expulsées […]. Les émigrants ont emprunté pour leurs traversées […] aujourd'hui, pour Liverpool, en route pour l'Amérique. »
Lord Palmerston a dirigé Mullaghmore et North Sligo pendant les pires années de l’émigration irlandaise, la grande famine du milieu du XIXe siècle. Au cours de l'été et de l'automne de 1847, neuf navires transportant plus de 2 000 personnes ont quitté le port de Sligo. Les locataires ont été expulsés et « débarqués » de son domaine de Sligo. Ils sont arrivés au Canada à moitié nus et totalement démunis. La ville de Saint-Jean (Nouveau-Brunswick), dans la province canadienne du Nouveau-Brunswick, a dû prendre en charge de nombreux locataires expulsés de Palmerston et, indignée, a envoyé une lettre cinglante à Palmerston dans laquelle elle exprimait son regret et sa fureur, « il aurait exposé à la détresse une grande partie de ses locataires, à la sévérité et aux privations d’un hiver new-brunswickois ... qui ne disposent pas des moyens de subsistance habituels, sont d’une constitution dégradée et presque dans un état de nudité ... sans égard à l’humanité ni même à la décence commune ». 
Les tombes de nombre de ces malheureuses victimes sont visibles aujourd'hui dans l'ancienne station de quarantaine, devenue aujourd'hui un musée, à Grosse Ille près de Québec.
Classiebawn était un lieu de retraite et de vacances privilégiées de l'amiral  de la flotte Louis Mountbatten, 1er comte Mountbatten de Birmanie, le dernier vice-roi de l'Inde, qui avait hérité de Classiebawn Castle. C'est au large de Mullaghmore, en août 1979, que Lord Mountbatten, Doreen Knatchbull - baronne douairière Brabourne, et un adolescent du comté de Fermanagh, ont été tués par une bombe déposée par l'IRA provisoire.
En 2007, le secteur a accueilli la dernière étape du Rallye d'Irlande.

## Démographie
Le recensement de 2016 estime la population à 136 habitants.

## Surf

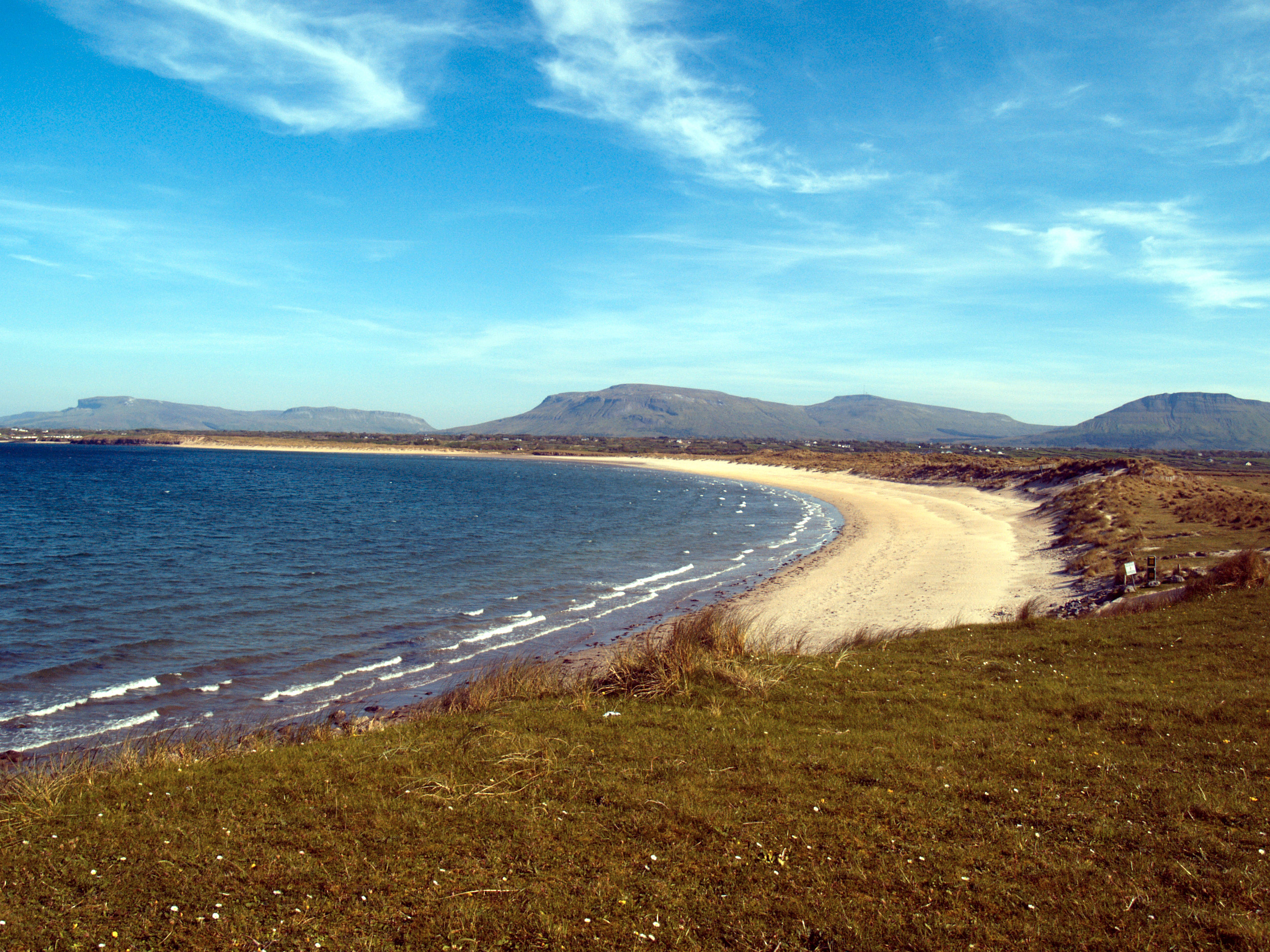
Mullaghmore, la plage.

Mullaghmore est l’un des meilleurs sites de surf [big wave] au monde.
Le 8 mars 2012, des surfeurs et des planchistes du monde entier ont parcouru des vagues atteignant jusqu'à 15 m à la hauteur de Mullaghmore Head. Ces vagues faisaient environ cinq mètres de moins que la plus haute vague jamais enregistrée en Irlande dans le comté de Donegal le 13 décembre 2011, avec une hauteur de 20,4 m,.
Les vagues à Mullaghmore ont été générées par un système météorologique complexe, surnommé la « tempête de Viking », qui a produit les meilleures conditions de grosses vagues dans la région pendant le mois de mars depuis 15 ans. Certains coureurs ont présenté des ecchymoses ; des fractures de planches de surf sont survenues,.
Un système dépressionnaire nord-américain s’est déplacé vers l’est et s’est combiné à un cyclone extratropical dans l’Atlantique Ouest. Ce système s’est déplacé dans une zone au large de la côte irlandaise où les vagues étaient déjà très fortes en raison de vents puissants la semaine précédente. En outre, un anticyclone puissant sur les Açores a créé un fort gradient de pression dans l'Atlantique Nord générant un vent fort sur un long fetch en direction de l'Irlande. Le vent soufflant dans l'Atlantique Nord en direction de l'Europe a produit une forte houle. Ces conditions combinées ont généré des vagues dont la hauteur, confirmée par les données satellitaires le 7 mars 2012, avait été officialisée.

## Personnalités
Joe McGowan, historien et auteur (1944 - )